# Герреро Страчан, Фернандо

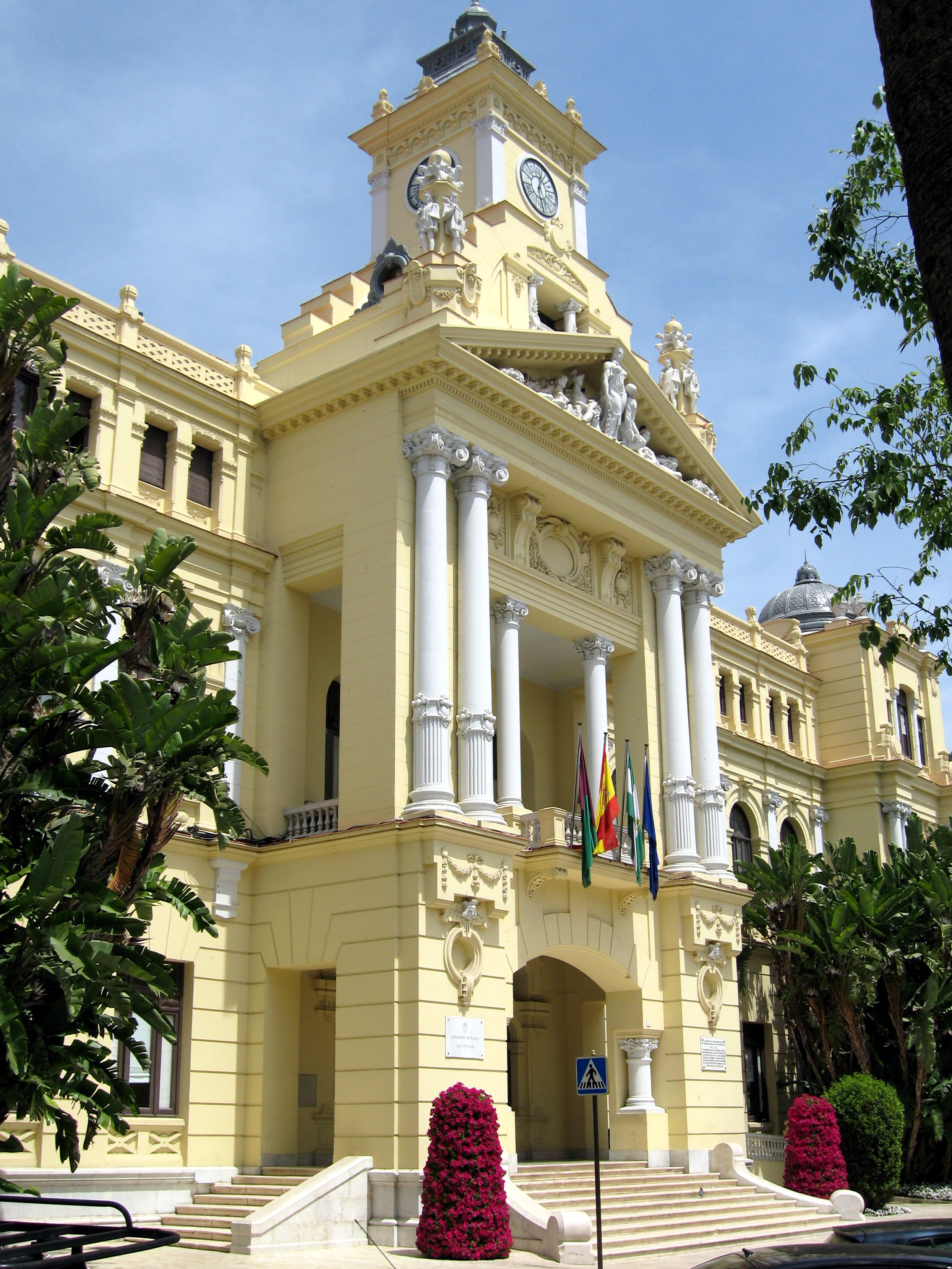
Здание мэрии Малаги

Ферна́ндо Герре́ро Стра́чан (исп. Fernando Guerrero Strachan; 27 июня 1879, Малага — 3 апреля 1930, Малага) — испанский архитектор, племянник архитектора Эдуардо Страчана Виана-Карденаса. Мэр Малаги в 1928—1930 годах.
Успешно учился в Высшей школе архитектуры в Мадриде, работал преимущественно в родном городе. Большая часть проектов Герреро Страчана относится к первым десятилетиям XX века. Среди них особо выделяется малагский Дом консистории (совместно с Мануэлем Риверой Верой), выполненный в стиле необарокко, где в настоящее время размещается мэрия Малаги. Герреро Страчаном также были созданы проекты малагской церкви Святого Сердца, здание отеля «Принц Астурийский» (ныне дворец Мирамар), а также многочисленные виллы в неомавританском стиле. По проекту Герреро-Страчана были оформлены сады Педро Луиса Алонсо.